# Vereniging van Staatsburgeressen

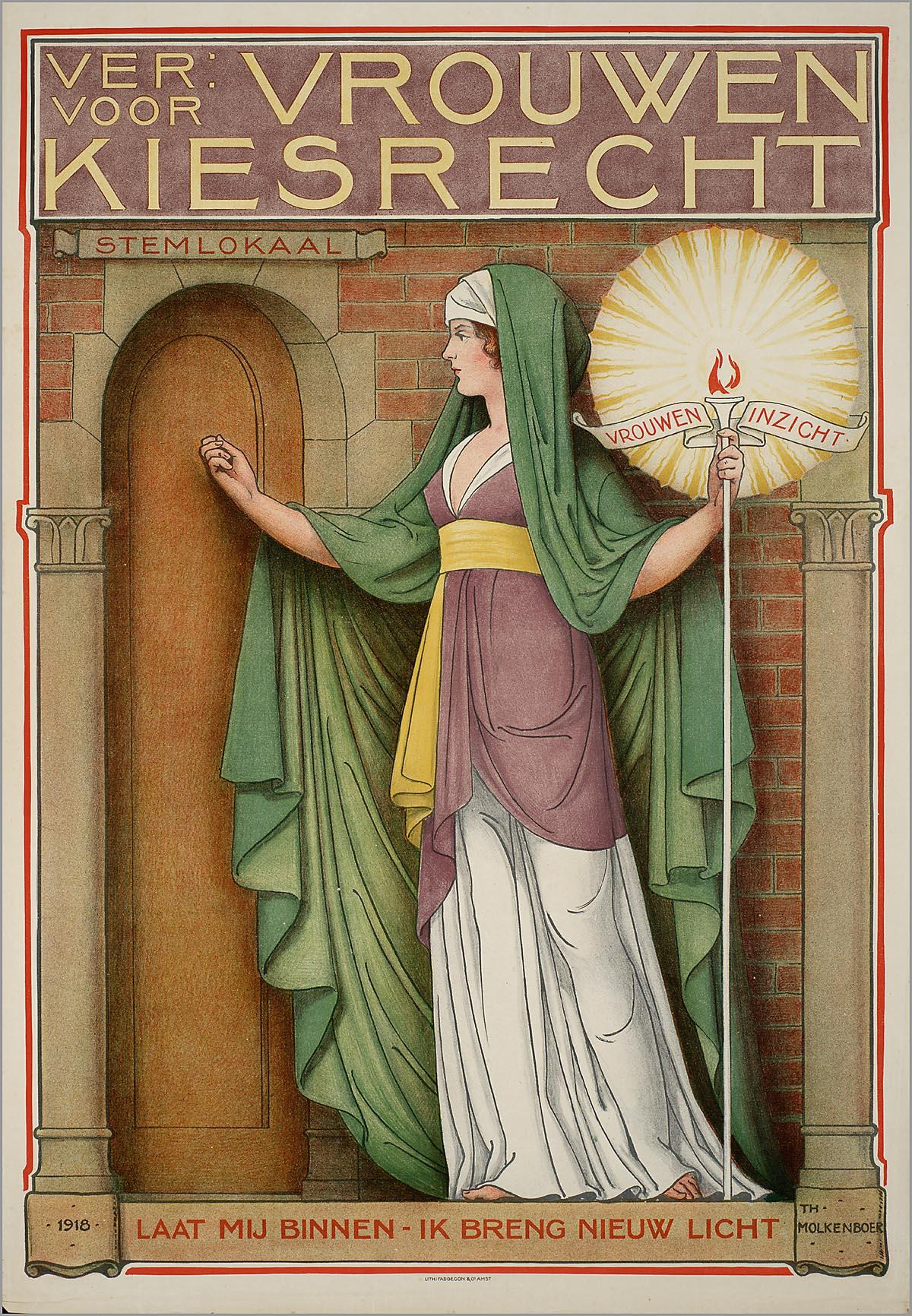
Affiche van de Vereeniging voor Vrouwenkiesrecht uit 1918

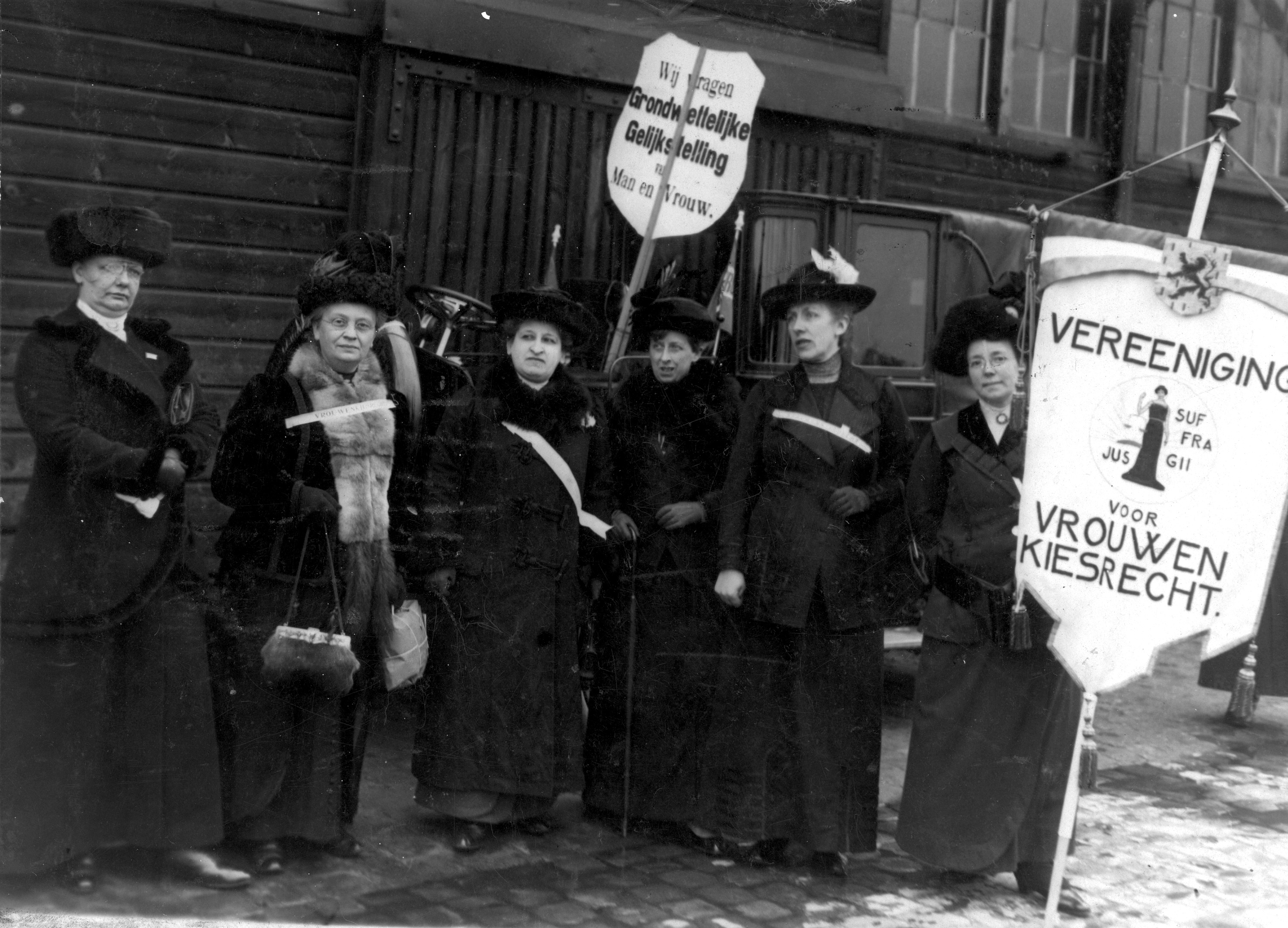
Demonstratie van de Vereeniging voor Vrouwenkiesrecht (Amsterdam, 1914)

De (Nederlandsche) Vereeniging van Staatsburgeressen was een Nederlandse belangenvereniging voor vrouwenrechten. De vereniging werd op 5 februari 1894 in Amsterdam opgericht op initiatief van Wilhelmina Drucker, samen met onder anderen Theodore Haver, Theodora van Campen-Doesburg . Ook Aletta Jacobs en Annette Versluys-Poelman waren bij de oprichting betrokken. Deze vrouwen kwamen vanuit verschillende godsdienstige en politieke richtingen. De vereniging werd opgericht als de Vereeniging voor Vrouwenkiesrecht (VVK), waarvan de Vereeniging voor vrouwenbelangen (onder leiding van Wilhelmina Drucker) de voorloper was. Annette Versluys-Poelman (1853-1914) was van 1894 tot 1902 de eerste presidente van de nieuwe vereniging. Aletta Jacobs (1854-1929) was presidente van 1903 tot 1919. Na de uiteindelijke invoering van het vrouwenkiesrecht in 1919 werd de naam in 1920 gewijzigd in de Vereeniging van Staatsburgeressen.
Zoals de naam al deed vermoeden had de vereniging in haar beginjaren voornamelijk als streven het verkrijgen van kiesrecht. Hiertoe ging zij tweemaal op audiëntie bij de Koningin en werden brieven geschreven naar parlementariërs. In 1907 ontstond er een scheuring in de vereniging. Een aantal leden van de VVK, waaronder Esther Welmoet Wijnaendts Francken-Dyserinck en Lizzy van Dorp, richtte op 25 februari  1907 de Nederlandsche Bond voor Vrouwenkiesrecht op. De vrouwen konden zich niet langer verenigen met de politieke koers van de VVK, omdat deze volgens hen weinig tot geen ruimte gaf aan leden met een meer gematigde denkwijze. De bond had als streven de 'opvoeding tot het verkrijgen van het vrouwenkiesrecht'. De bond was ervan overtuigd dat vrouwen eerst zelfstandig moesten kunnen oordelen, waarna zij pas mee konden doen aan het politieke leven. Via enkele fusies zouden deze twee takken weer bijeenkomen in 1930 (zie hieronder).
In 1916 splitste een aantal anderen zich af van de Vereeniging voor Vrouwenkiesrecht, omdat de vereniging zich in hun ogen te veel afweek van het originele doel: grondwettelijke gelijkstelling van man en vrouw. De leuze 'algemeen kiesrecht voor mannen en vrouwen' stond hen niet aan, omdat het geen neutrale leuze was. Initiatiefnemers en uitvoerders van de afsplitsing waren Wilhelmina Drucker, Josephine Baerveldt-Haver (1868-1945) en Nine Minnema (1883-1944). Zij noemden de nieuwe vereniging De Neutrale Vereeniging voor Vrouwenkiesrecht.
Na de wetswijziging naar algemeen kiesrecht in 1919 waardoor actief vrouwenkiesrecht een feit was, werd de strijd voor vrouwenemancipatie voortgezet. Onder de nieuwe naam werd gepleit voor meer zelfstandigheid voor de vrouw, hoewel de nadruk bleef liggen op haar rol binnen het gezin. Ook werden organisaties aangeschreven om vrouwen in hoge functies te benoemen.
De vereniging heeft enige tijd een maandblad uitgegeven onder de naam Maandblad van de Vereeniging voor Vrouwenkiesrecht en later Maandblad van de Nederlandsche Vereeniging van Staatsburgeressen. Na de eerste fusie werd dit voortgezet onder de naam Maandblad van de Nederlandsche Vereeniging voor Vrouwenbelangen en Gelijk Staatsburgerschap.

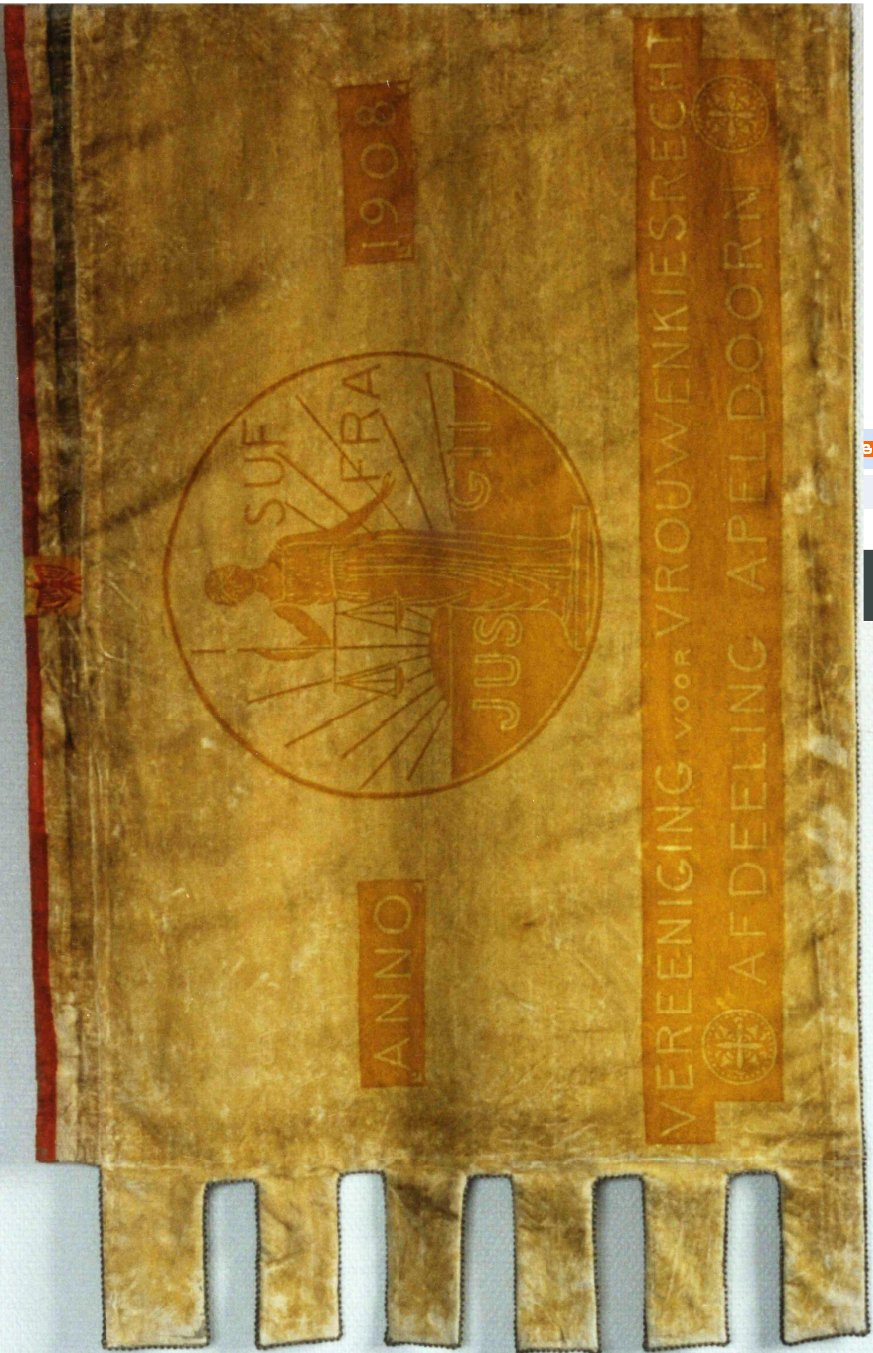
Vaandel voor de Vereniging voor Vrouwenkiesrecht, afdeling Apeldoorn, bij hun eerste lustrum in 1913, door Agathe Wegerif-Gravestein

De vereniging werd bestuurd door een Hoofdbestuur (9-13 leden) en daarbinnen een Dagelijks Bestuur (presidente, vicepresidente, secretaresse en penningmeesteres) dat voornamelijk schriftelijk overlegde. Per stad of streek kon een afdeling worden opgericht wanneer daar voldoende belangstelling voor was. Bestuursleden mochten mannen zijn, maar het Dagelijks Bestuur moest uit vrouwen bestaan.
In 1930 fuseerde de vereniging met de Nederlandsche Unie voor Vrouwenbelangen tot de Nederlandse Vereniging voor Vrouwenbelangen en Gelijk Staatsburgerschap. In 1949 fuseerde deze vereniging vervolgens met de Nationale Vereniging voor Vrouwenarbeid tot de Nederlandse Vereniging voor Vrouwenbelangen, Vrouwenarbeid en Gelijk Staatsburgerschap, die later bekend stond als "Vereniging Vrouwenbelangen".

## Bestuursleden

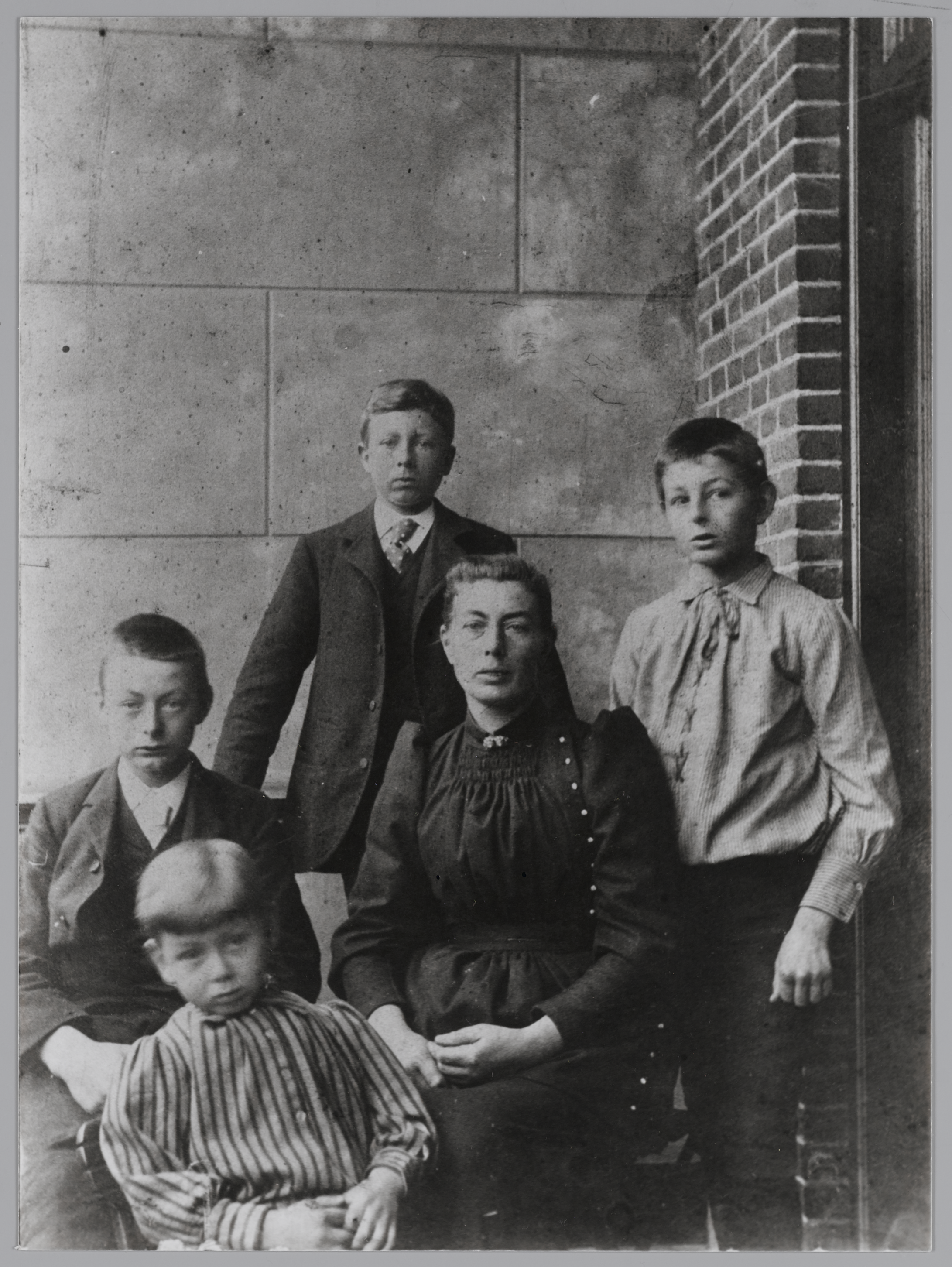
Annette Versluys Poelman met haar kinderen. Zij was de eerste presidente en bestuurslid van het hoofdbestuur van de Vereniging voor Vrouwenkiesrecht (1891). Foto Willem Witsen; uit de collectie IAV - Atria.

Een (niet uitputtende) lijst van bestuursleden:
- Frederike van Balen-Klaar (1920-1922, voorzitster)
- Mathilde Cohen Tervaert-Israëls
- Wilhelmina Drucker
- Kee Groot
- Mien van Itallie-van Embden
- Aletta Jacobs (1903-1919, presidente Vereniging voor Vrouwenkiesrecht))
- Piet Meuleman
- Diderica Cornelia Molijn-de Groot (Hoofdbestuurslid 1901-1905, penningmeesteres en verantwoordelijk voor de Bibliotheek)
- Johanna W. A. Naber (hoofdbestuurslid, voorzitster perscommissie 1901-1913)[1]
- Maria Rutgers-Hoitsema
- Annette Versluys-Poelman (1894-1902, presidente Vereniging voor Vrouwenkiesrecht))